# Custos logísticos
Custos logísticos são todos os custos relacionados com a logística de uma empresa, entre os quais se podem destacar os custos de armazenagem, custos de existência (stock), custo de ruptura de stock, custos de processamento de encomendas e custos de transporte. Os custos logísticos são, geralmente, os segundos mais importantes, só ultrapassados pelos custos da própria mercadoria. Por isso, saber gerir esses custos pode ser crucial para a sobrevivência da empresa (Ricarte, 2002). A gestão destes custos é feita através do planeamento de custo ou do pré-cálculo de custo pois estes permitem determinar os padrões de custo de produção ou produto/mercadoria (Chiavenato, 1991, p. 130).

## Introdução
O gestor logístico é responsável pelo percurso que as matérias-primas efectuam até chegar ao cliente, sob a forma de produtos acabados, assim como por toda a informação e processos envolvidos. Este deve procurar simplificar as operações de processamento e marketing de forma a obter o menor custo.
O objectivo da logística é então atingir um determinado nível de serviço de cliente, ao menor custo total possível. Sendo que quanto maior for o nível de serviço pretendido, maior o custo total logístico, um bom desempenho a nível logístico resulta do equilíbrio entre o nível de serviço e os custos. No entanto, chegou-se à conclusão de que a relação entre o nível de serviço e o custo total não é linear, e o melhor balanço entre os dois é específico de cada caso.
Os custos logísticos representam geralmente 5 a 35% das vendas, dependendo do tipo de negócio, da área de processamento e do rácio de valor de uso dos materiais e produtos em questão. A logística representa um dos maiores componentes de custo de uma empresa, sendo apenas excedida pelo custo de mercadorias vendidas por grosso ou a retalho.
Apesar de implicar estes custos, a logística é vital para o sucesso de uma empresa. Esta acrescenta valor e traduz-se num aumento da competitividade, já que possibilita o aumento do nível de serviço.

## Custos logísticos e a economia
De acordo com Coyle (2003), os custos absolutos logísticos de um modo geral aumentam com o crescimento da economia. Se o número de bens e serviços produzidos e consumidos aumentar, verifica-se na grande maioria das empresas um aumento do custo total relacionado com as actividades logísticas. Pode determinar-se a eficiência de um sistema logístico através da relação do custo logístico total com o Produto Interno Bruto.
Ao exprimir os custos logísticos como percentagem do PIB, uma redução na mesma traduzir-se-á num aumento de eficiência de um sistema logístico. Esta redução no custo relativo permite uma maior competitividade por parte das empresas, já que tem um impacto directo no custo de produzir bens.

## Impacto do desenvolvimento de novas tecnologias no custo logístico
O desenvolvimento de novas tecnologias originou igualmente um desenvolvimento na logística.
Nos anos 1990’s, o desenvolvimento de microprocessadores, nomeadamente de processadores de dados de baixo custo, teve uma grande influência nas operações logísticas. Mais tarde, ao ser possível combinar software avançado com hardware a baixo custo, tornou-se também possível atingir um maior nível de serviço a um menor custo. O gestor logístico passou a ter então um auxiliar de grande poder para actividades de planeamento, transacções, armazenamento de informação, entre outros, reduzindo largamente o custo associado às mesmas.
O desenvolvimento de microprocessadores foi acompanhado por um desenvolvimento de tecnologias de informação, tal como o EDI, o fax e mais tarde a Internet. Esta melhoria na troca de informação originou novas estratégias para atingir um melhor desempenho logístico (JIT, QR, CR, etc) e permitiu uma redução de custos logísticos.

## Inter-relação dos componentes do custo logístico
Como já foi descrito, os custos logísticos mais significativos são os custos de existências e os custos de transporte. Desta forma, a relação de trade-off entre os mesmos é muito importante para um sistema logístico.
De um modo geral, pode afirmar-se que o custo de transporte e o custo de existências têm uma relação inversa, isto é, o custo de transporte aumenta quando o custo de existências diminui e vice-versa. Isto deve-se, entre outros, ao facto de ao aumentar-se o custo de transporte (e portanto investindo em sistemas de transporte mais eficientes), pode efectuar-se a movimentações mais frequentes de uma quantidade inferior, e portanto não será necessário um número tão elevado de existências em armazém.
De facto, geralmente o menor custo total logístico corresponde ao ponto em que os custos de transporte e os custos de existências se igualam. No entanto, é importante referir que este ponto não corresponde ao valor mínimo do custo de transporte nem do custo das existências.
Analisando a relação entre os custos de transporte e os custos de existência em função do número de armazéns de um sistema logístico, verifica-se que o ponto de equilíbrio entre os custos referidos corresponde ao número óptimo de armazéns no sistema logístico. Mais especificamente, verifica-se que para um número de armazéns inferior ao número óptimo, à medida que o número de armazéns aumenta os custos de transporte vão diminuindo, ao contrário dos custos de existências, que vão aumentando. Ao ultrapassar o número óptimo de armazéns. – por exemplo, pela implementação de armazéns extra de forma a aumentar o nível de serviço – verifica-se que os custos de transporte vão diminuindo com o aumento do número de armazéns. Os custos de existências assumem nesta situação o comportamento inverso, ou seja, vão aumentando com o aumento de número de armazéns. É de notar ainda que se o aumento do número de armazéns for muito significativo, os custos de transporte passam também a crescer. Embora a análise apresentada tenha sido feita em função do número de armazém, este não é o único factor que determina os custos de transporte e de existências, tendo sido referido a título de exemplo.
Na tabela 1, pode analisar-se ainda a relação entre os componentes do custo logístico. É de notar que este comportamento ocorre genericamente, o que não implica que seja sempre assim. Como em praticamente todos os aspectos dos custos logísticos, cada situação é ímpar e deve ser avaliada. Como foi anteriormente descrito, existe geralmente uma relação inversa entre o custo de transporte e o custo de existências. Por seu lado, os custos de ruptura de stock geralmente diminuem quando se aumentam tanto os custos de existências como os custos de transporte. O aumento do custo de transporte, por seu lado, pode provocar uma diminuição no custo de armazenagem. Estas relações serão explicadas posteriormente.
| Custos                     | Custo de ruptura de stocks | Custo de armazenagem | Custo de transporte | Custo de existências |
| Custo de ruptura de stocks |                            | +/-                  | +/-                 | +/-                  |
| Custo de armazenagem       | +/-                        |                      | +/-                 | indefinida           |
| Custo de transportes       | +/-                        | +/-                  |                     | +/-                  |
| Custo de existências       | +/-                        | indefinida           | +/-                 |                      |

## Factores que afetam os custos logísticos

### Factores de Competitividade 51133
A competitividade é frequentemente interpretada como concorrência de preços de venda. Apesar de este ser igualmente um fator a ter em conta, em diversos mercados, o nível de serviço é uma importante forma de competitividade. Por exemplo, se uma empresa pode garantir ao cliente a entrega dos produtos num período de tempo mais curto, então o cliente poderá minimizar o seu custo de existências e consequentemente a sua satisfação face à empresa fornecedora aumentará. Através do aumento do nível de serviço, a empresa aumentou a sua competitividade.
Os factores de competitividade de uma empresa que podem afetar os custos logísticos são:
1.Período de aprovisionamento
Considerado como o intervalo de tempo que decorre desde que o cliente faz uma encomenda até ao momento da sua recepção, o período de aprovisionamento afeta o número de existências em stock. Quanto menor o período de aprovisionamento, menor o nível de existências necessário e consequentemente menor o custo de existências.
Uma empresa pode aumentar o nível de serviço através da redução do período de aprovisionamento do cliente.
2.Substituibilidade
Define-se como a qualidade dos produtos que são suficientemente similares em termos de função, preço e atributos, para que sejam encarados pelos consumidores como sendo inter-substituíveis. O grau de substituibilidade determina até que ponto é que os produtos em causa satisfazem as mesmas necessidades constantes: caso a inter-substituibilidade seja apenas limitada, os produtos não fazem parte do mesmo mercado relevante.
A substituibilidade afeta o nível de serviço: geralmente, quanto maior for a substituibilidade, maior deverá ser o nível de serviço correspondente. Se um produto não tiver um substituto no mercado, o cliente esperará caso ocorra ruptura de stocks. Por outro lado, para um produto que possa facilmente ser substituído por outros, uma situação de ruptura de stocks vai ter como consequência mais provável a perda da venda (o cliente não espera). Considera-se que se uma empresa pretender reduzir a possibilidade de ocorrência de ruptura de stocks (e portanto aumentar o nível de serviço), deve aumentar os custos de existências ou os custos de transporte.
3.Efeito das existências
Ao aumentar o custo de existências (seja por aumentar o nível médio de stocks ou por aumentar os pontos de aprovisionamento), as empresas conseguem reduzir o custo de ruptura de stocks. Isto é, existe uma relação inversa entre o custo de vendas perdidas e o custo de existências. Esta redução no custo de ruptura de stocks traduzirá um aumento de nível de serviço. É, no entanto, frequente as empresas estarem dispostas a aumentar o custo de existências, mas apenas enquanto este aumento se reflectir numa taxa significativa de redução do custo de ruptura de stocks, isto é, até ao ponto em que os custos marginais se igualam.
4.Efeito do transporte
Tal como o efeito de existências, também um aumento do custo de transporte se reflecte numa diminuição do custo associado a vendas perdidas. Uma empresa poderá então investir no transporte, reduzindo o custo de ruptura de stocks e aumentando o seu nível de serviço. O aumento do custo de transporte pode fazer-se através da aquisição de um serviço de transporte de qualidade superior – por exemplo, passar de um meio de transporte marítimo para um meio de transporte ferroviário ou de um meio de transporte ferroviário para um meio de transporte rodoviário, ou mesmo do rodoviário para um meio de transporte aéreo, dependendo da situação em questão. Um custo de transporte mais elevado pode ser ainda originado por viagens mais frequentes, transportando menor quantidades e com taxas mais elevadas. Mais uma vez, as empresas estão geralmente dispostas a fazê-lo até ao ponto de igualdade entre o custo marginal de aumento do custo de transporte e o custo marginal de diminuição do custo de ruptura de stocks.
É de notar que embora o efeito das existências e o efeito do transporte tenham sido apresentados separadamente, é comum as empresas conjugarem os mesmos de forma a aumentar o seu nível de serviço. O efeito conjugado do aumento do custo de existências e do custo de transporte fará diminuir mais significativamente o custo de vendas perdidas. Além disso, um aumento no custo de transporte poderá levar a uma redução do custo de existências devido à movimentação de lotes mais reduzidos e de percursos mais rápidos.
Como foi visto, os factores de competitividade indicados anteriormente interagem uns com os outros, razão pela qual devem ser tidos em conta como um todo e não apenas como factores isolados.

### Factores relativos ao produto
Um número considerável de factores relacionados com o produto afeta o custo logístico e a importância da logística. Dentro dos mais importantes, é de destacar a influência do valor da moeda no produto, a densidade do produto, a fragilidade do produto e ainda a necessidade de cuidados específicos de manutenção.
1.A influência do valor da moeda no produto
Conforme a sua influência no produto em questão, a relação moeda/produto pode afetar os custos logísticos, nomeadamente os custos de transporte, os custos de armazenagem e os custos das existências.
- Custos de transporte – As taxas de transporte refletem o risco associado à movimentação de bens. Há normalmente uma maior probabilidade de danificação no caso de produtos com maior valor em relação à moeda. Os custos de reembolso por parte da empresa de transporte nestas situações são também muito mais elevados. As empresas de transporte tendem a atribuir taxas mais elevadas aos produtos de maior valor, com base no facto de que os seus clientes têm capacidade para pagar as mesmas. Assim, conclui-se que quanto maior o valor do produto, maior o respectivo custo de transporte.

- Custos de armazenagem e custos de existências – o custo de armazenagem e o custo de existências aumentam igualmente com o aumento do valor do produto. Produtos de maior valor geralmente significam maior capital investido nas existências e custos de capital total mais elevados. Além disso, o factor de risco de armazenagem associado a produtos de maior valor aumenta a possibilidade de obsolescência e desvalorização. Por último, à medida que os requisitos para armazenar produtos de valor elevado vão aumentando de complexidade, os custos de armazenagem aumentam com o aumento do valor da moeda.

É de notar ainda que o custo de empacotamento das encomendas é também superior no caso de produtos com valor elevado, dado que a empresa tem de recorrer a materiais mais resistentes e protetores para o efeito. Os equipamentos de movimentação destes produtos são também frequentemente mais sofisticados. As empresas geralmente estão dispostas a investir nestes equipamentos, de forma a minimizar o tempo de movimentação e consequentemente diminuir a probabilidade de danificação dos produtos.
2.Densidade do produto
Outro fator que afeta os custos logísticos é a densidade do produto, isto é, o seu rácio peso/espaço. Um produto que tenha um baixo peso em relação ao espaço que ocupa tem um baixo valor de densidade.
A densidade influencia os custos de transporte e armazenagem: à medida que a densidade do produto aumenta, os custos logísticos associados tendem a diminuir. Ao estabelecer as suas taxas, as empresas de transporte têm em conta o peso total que os seus veículos têm capacidade para movimentar, já que exprimem as suas taxas em unidades monetárias por unidade de peso. Desta forma, estas empresas podem atribuir taxas mais baixas quanto se trata de produtos com densidade elevada, já que é possível transportar mais produtos por unidade de espaço.
A densidade também afeta os custos de armazenagem. Quanto maior a densidade, menor o custo de armazenagem: com produtos de maior densidade é possível o armazenamento de mais unidades por unidade de espaço, isto é, verifica-se uma utilização mais eficiente do espaço de armazém disponível.
3.Fragilidade do produto
Quanto maior a fragilidade do produto, mais elevados serão os custos de transporte e armazenagem. Produtos com maior susceptibilidade à danificação originam taxas de transporte mais elevadas, sendo que as empresas de transporte contam já com uma forte probabilidade de o produto não ficar em condições após a movimentação. Por outro lado, os custos de armazenagem são elevados, seja para cobrir as situações em que ocorre de facto uma danificação do produto ou pela implementação de medidas ou requisitos extra de forma a evitar que isso aconteça.
4.Requisitos especiais de manutenção
Este factor está relacionado com o fator anterior, embora seja distinto. Alguns produtos podem necessitar de cuidados especiais na sua manutenção, o que se vai reflectir nos custos logísticos, nomeadamente através do aumento do custo de armazenagem e do custo de transporte. Dentro dos requisitos especiais de manutenção pode-se destacar, por exemplo, unidades especiais de transporte, refrigeração e aquecimento.

### Factores espaciais
Tão importante como os factores apresentados anteriormente, os factores relacionados com a localização de pontos fixos no sistema logístico, tendo em conta o mercado e a localização dos fornecedores, é extremamente importante.
Os factores espaciais influenciam os custos logísticos, nomeadamente os custos de armazenagem e de transporte, sendo que estes tendem a aumentar com o aumento da distância entre os pontos do sistema logístico. Quanto maior a distância entre os armazéns, mais elevados são os custos de transporte e geralmente mais elevado é o nível de existências, o que também fará o custo de stocks subir. Também o custo administrativo aumenta com a distância. Por vezes, é compensador em termos de custo a implementação de um ou mais armazéns extra, de forma a diminuir o custo de transporte e a aumentar o nível de serviço ao cliente. No entanto, o aumento do número de armazéns provoca um aumento do custo de armazenagem.
Assim, os factores espaciais ou de distância são muito relevantes para os custos logísticos e devem ser analisados, sendo que o ponto de equilíbrio depende das condições de cada caso e é específico para cada situação.

## Análise do custo total
Em 1956, Lewis, Culiton e Steele introduziram o conceito de custo total logístico, incluindo no mesmo todos custos necessários para responder aos requisitos de um sistema logístico. Até à data, as empresas procuravam atingir o menor valor possível em cada componente do custo logístico, sem dar grande relevância ao custo total.
Na sua monografia, os autores defenderam que a forma de alcançar a situação óptima (maior satisfação do cliente ao menor custo) seria por meio do custo total: as empresas deveriam concentrar-se na redução do custo total logístico, mesmo que isso implicasse que alguns componentes do custo não tivessem o menor valor possível. Este conceito defende uma visão integrada da logística. O conceito de custo total desencadeou um aprofundamento dos componentes do custo logístico, assim como da relação entre os mesmos.
De um modo geral, o conceito de análise do custo total defende o agrupamento de custos em activity basis- centros de actividade, contestando a prática comum de usar natural accounting basis por esta dificultar a identificação das actividades que correspondem ao maior custo.
O conceito de custo total procura relacionar os custos relevantes com as actividades de valor acrescentado desempenhadas. O menor custo total origina-se por trade-off entre os vários centros de actividade.
É importante referir que além da identificação dos custos de cada centro de actividade, devem também ser identificados os factores que influenciam os respectivos custos, de forma a facilitar a tomada de decisão dos gestores.
Os custos referentes a cada centro de actividade podem ainda ser divididos em custos directos, indirectos e overhead. Os custos directos ou operacionais provêm directamente do desempenho logístico; os custos indirectos resultam da repartição dos recursos pelas várias operações logísticas; os custos overhead estão relacionados com os gastos com electricidade, água, etc indispensáveis para cada unidade operacional. O modo como os diversos custos são categorizados influencia toda a análise do sistema, sendo portanto de extrema importância.
Por último, deve ser identificado o período de tempo no qual os custos analisados foram acumulados. Este processo apresenta alguma complexidade, já que muitas operações (encomendas, transporte,..) são realizadas com antecipação.
A análise de custo total é muitas vezes focalizada apenas nos custos das existências e no custo de transporte: estes custos podem ser definidos num formato suficientemente vasto que abranja os custos de actividade dos componentes logísticos com eles relacionados.
Nesta abordagem, o custo total das existências inclui os custos administrativos e das encomendas: armazenagem, taxas, capital, seguro e obsolescência e ainda controlo de existências, preparação de encomendas, comunicação, entre outros.
O custo total de transporte diz respeito à subcontratação de transporte, e a todos os custos decorrentes dos vários modos de transporte, incluindo os respectivos custos administrativos.
Esta abordagem justifica-se pelo facto de estas duas categorias conseguirem caracterizar as dimensões temporais e espaciais de uma operação logística e por representarem cerca de 80 a 90 por cento dos custos totais de um sistema logístico.

### Técnicas de análise de sistemas logísticos
Os métodos principais de análise de sistemas logísticos que se baseiam no conceito de custo total são: análise estática ou short-run e análise dinâmica ou long-run. Estes métodos comparam dois ou mais sistemas logísticos alternativos, calculando qual deles tem o menor custo total em determinada situação concreta.

#### Análise estática oushort-run
Numa análise short-run, é abordada uma situação short-run e os custos são divididos em centros de actividade. A informação referente aos custos é desenvolvida para cada um dos sistemas em análise.
Em seguida, é seleccionado o sistema que corresponde ao menor custo total, na condição de que este esteja de acordo com as restrições logísticas da empresa. Alguns autores consideram que este método tem a desvantagem de analisar apenas os custos num determinado momento no tempo ou para um determinado nível de output.

#### Análise dinâmica oulong-run
Numa análise long-run, o sistema óptimo é determinado com base no cálculo matemático do ponto de igualdade entre os sistemas em questão. Os sistemas podem ser representados por uma equação linear do tipo y=a+bx, em que a representa os custos fixos, b os custos variáveis por unidade e x o nível de output.
A partir da representação gráfica dos sistemas, pode decidir-se qual o sistema indicado, em função do nível de output que se pretenda. O ponto de igualdade corresponde à situação em que é indiferente escolher entre ambos os sistemas já que possuem o mesmo custo total. Este método pode ser aplicado a vários sistemas em simultâneo, sendo que se não houver intersecções entre os mesmos, a escolha recairá sobre o sistema cuja recta se situe mais abaixo no gráfico (para o mesmo nível de output, apresenta sempre menor custo total). É de notar que esta análise pode ser feita em função do tempo: na equação linear, a variável x passa a representar o tempo.

## Outros custos relacionados com a logística

### Custos relacionados com a Qualidade
Dentro dos custos logísticos, pode também incluir-se os custos da qualidade: custos de inspecção, custos de revisão, custos decorrentes da investigação de queixas por parte dos clientes, custos de devolução do produto (despesas com
recepção e substituição do produto não conforme) e custos decorrentes da reparação e serviços previstos na
garantia do produto.
Um dos aspectos que mais revolucionou a Logística foi a aceitação a nível mundial do TQM (Total Quality Management, isto é, sistema pela qualidade total). O conceito de zero defeitos no produto final expandiu-se também na área da logística, tendo ocorrido uma reengenharia dos sistemas logísticos.
Pelo facto de a qualidade influenciar a satisfação do cliente, verifica-se que o investimento na área da qualidade se traduz num aumento do nível de serviço.

### Custos de previsão da procura
Compreender o comportamento do consumidor e prever a procura dos produtos e/ou serviços é de grande relevância para uma empresa, já que afecta directamente o volume de vendas. A preferência do mercado influencia requisitos logísticos tal como o horário de funcionamento de determinado serviço, entre outros. O estudo de mercado, apesar de ser indispensável para o sucesso de uma empresa, origina custos.

## Modelos de optimização do custo logístico
A importância da relação custo/nível de serviço originou o desenvolvimento de modelos que exploram esta relação. Estes modelos são muito abrangentes, podendo ser aplicados a vários factores: localização de fábricas, centros de distribuição, fluxo de informação e materiais dentro de um sistema logístico, entre outros. Dentro dos mesmos, encontram-se os modelos de optimização. Estes procuram optimizar o custo logístico, tendo também em conta o nível de serviço pretendido.
Os modelos de optimização são baseados em procedimentos matemáticos exactos, que garantem uma solução óptima para as condições do problema em questão.  Estes modelos têm em conta as restrições do sistema, e seleccionam a melhor solução dentro das alternativas possíveis, recorrendo a técnicas como a programação linear. Muitos modelos de optimização são incorporados em softwares comercializados para as empresas. Como exemplo destes modelos, pode indicar-se o modelo QEE. Por ser um modelo matemático, este modelo optimiza o sistema, fornecendo uma solução que corresponde efectivamente ao menor custo.
As vantagens do uso de técnicas de optimização são:
- O utilizador tem a garantia de que encontra de facto a melhor solução possível, para as condições apresentadas
- Os modelos de optimização têm geralmente capacidade para lidar com sistemas com um grau de complexidade elevado
- A análise efectuada por estes modelos revela-se muito eficiente, já que todas as alternativas são exploradas
- Pode explorar-se quais os efeitos de determinados factores do sistema no custo total, já que o modelo recalcula a solução óptima para cada situação apresentada
- Face à utilização de regras heurísticas, os modelos de optimização originam um lucro mais elevado. Por vezes, a diferença entre o lucro num caso e noutro é bastante significativa.

Quanto a desvantagens, pode referir-se que na maioria das situações, a aplicação destes modelos requer recursos informáticos, tornando-se impossível aplicá-los a sistemas com um certo grau de complexidade. Além disso, a eficiência destes modelos está dependente de uma correcta definição das fronteiras do sistema e das suas restrições.